# 暗骨尾魚
暗骨尾魚（學名：Gila nigrescens）為輻鰭魚綱鯉形目雅羅魚科骨尾魚屬的其中一種，被IUCN列為易危保育類動物，分布於北美洲美國新墨西哥州Mimbres河及墨西哥奇瓦瓦州Lagunas Guzman 與 Bustillos流域，本魚體延長且側扁，尾柄細長，體上半部橄欖綠，腹部銀白色，體長可達24公分，棲息在小溪、水塘底中層水域，生活習性不明。

## 扩展阅读
維基物種上的相關：暗骨尾魚